# Брукланд (Арканзас)
Брукланд (енгл. Brookland) град је у америчкој савезној држави Арканзас.

## Демографија
По попису из 2010. године број становника је 1.642, што је 310 (23,3%) становника више него 2000. године.
| Група             | 2000.         | 2010.         |
| Белци             | 1.295 (97,2%) | 1.548 (94,3%) |
| Афроамериканци    | 9 (0,7%)      | 9 (0,5%)      |
| Азијати           | 0 (0,0%)      | 1 (0,1%)      |
| Хиспаноамериканци | 14 (1,1%)     | 42 (2,6%)     |
| Укупно            | 1.332         | 1.642         |